# Abu Muhammad Sâlih
 (janvier 2018).
 (janvier 2018).
- Si vous ne connaissez pas le sujet, laissez ce bandeau (vous pouvez alors contacter les auteurs).
- Si vous supprimez le contenu mis en cause (vous pouvez préalablement contacter les auteurs),

argumentez précisément cette suppression dans la page de discussion
(un manque de référence n'est pas un argument ; une recherche réelle de référence doit avoir été effectuée, être formellement documentée).
Abu Muḥammad Ṣaliḥ (nom complet : Abû Muḥammad Ṣalih, ibn Yanṣaran, ibn Ġayfân Addukkâli Almagrî)  est un Soufi marocain né en 548 de l'hégire/1153 et mort en 631 de l'hégire (1234) à Safi, où il fut enterré.

## Biographie
Abu Muhammad Sâlih est un grand soufi du début du XIIe siècle dont l'action déborda des frontières du Maroc. À la fois saint et faqih, il doit sa réputation surtout à son enseignement hagiographique et aux miracles dont il fit preuve dans plusieurs domaines. Pourtant il n'a pas bénéficié de la part des biographes d'une notice suffisante. Seul son petit-fils Abû Al-`Abbâs Aḥmad, lui a consacré une monographie, qui,malgré son titre, ne donne sur sa vie que des renseignements fragmentaires et incomplets. Son nom complet est Abû Muḥammad Ṣaliḥ, ibn Yanṣaran, ibn Ġayfân Ad-dukkâli Al-mâgri. Il est descendant d'une noble famille arabe et est descendant de Omar ibn Abdilaziz (Calife omeyyade, considéré comme le successeur des 4 premiers califes : Abou Bakr, Omar, Othman et Ali)
C'est à Safi qu'il se consacre à l'étude, à l'enseignement et à l'initiation des volontaires. C'était son centre d'action et de rayonnement, le siège de son pouvoir spirituel et moral. Plusieurs délégations du monde occidental et oriental venaient l'y rencontrer afin de bénéficier de ses conseils et de ses leçons. Il y possédait un ribat qui fut le principal facteur de sa renommée pendant plusieurs siècles. Avant d'accéder à ce stade de maturité, il a dû certainement s'instruire auprès de beaucoup de maîtres. Les plus réputés en matière de soufisme sont Abou Madyan Al-Ġawt (enterré à El Eubbad près de Tlemcen, connu sous Sidi Boumedienne), à qui il s'attacha pendant longtemps, Abou Abdallah Amġâr (Moulay Abdallah, près d'Eljadida), Abi Šu`ayb Assariya (enterré à Azemmour) et Abou Moḥammed Abderrazaqq al Gazuli.
Il forma à son tour un très grand nombre de disciples et d'initiés surtout. Parmi eux, il convient de citer deux fils Abdalaziz et Ahmad, ses petits-fils Ibrahim Ibn Muḥammad et Abû Al-`abbâs Aḥmad. Tous portèrent le flambeau du cheïkh et continuèrent après sa mort sa mission aussi bien au Maroc qu'en Orient.
En quoi consiste cette mission ? Le cheikh était avant tout un homme droit, intègre, honnête, aimant à faire le bien et à répandre les enseignements de Dieu et de la Sunna. Il était bien préparé pour devenir un excellent cheikh, un saint vénéré. De bonne heure, il s'initia à la mystique musulmane et ne tarda pas à se révéler dans ce domaine de réelles aptitudes et un comportement exemplaire digne des plus grands savants de l'Islam. Il se consacra donc à l'enseignement de cette discipline religieuse à laquelle il doit tout comme nous allons le voir. Pour cela, il avait fondé un peu partout en Occident comme en Orient des zawiyas et des ribats, centres destinés au dikr et à l'enseignement. Il veillait personnellement et par l'intermédiaire de ses auxiliaires à l'accomplissement de tâches précises et déterminées. Il avait remarqué que le Hajj était négligé au Maroc, en raison des aventures auxquelles s'exposaient les pèlerins en cours de route. Par leur attitude, certains Foukahas, tenant compte de telles difficultés, avaient toléré le manquement de ce rite (Ṭarṭušî et Mâziri), ce qui provoqua la réaction d'Abou Muḥammad Ṣaliḥ, qui entreprit de lutter contre cette tendance.
À l'échelon du Maroc comme dans les autres pays de l'Islam, une action de propagande et de justification fut organisée et menée à bonne fin. À partir du ribat de Safi, les ordres du cheïkh étaient transmis à ses représentants dans les différents centres qu'ils dirigeaient. Toutes les dispositions utiles pour faciliter le Hajj furent prises. Les résultats escomptées furent réalisés. Les Marocains, en grand nombre, reprirent confiance et finirent par être convaincus de la nécessité de se rendre à tout prix au pèlerinage constituant ainsi des convois multiples. Beaucoup de problèmes étaient résolus en même temps : distribution de vivres, de montures et de médicaments. Le but atteint, le cheikh décida, à partir de ces circonstances, de charger annuellement une délégation d'accomplir ce devoir cultuel.
C'est à lui que revient le mérite d'avoir crée au Maroc Rakb al Hajj ou cortège officiel que l'on voit former aujourd'hui tous les ans par les souverains eux-mêmes. Ainsi, l'action du cheikh, fut couronnée de grands succès. Son enseignement théorique et pratique donna ses fruits. Son ribat de Safi où il fut enterré demeura efficace dans la propagation de ses idées et ne cessa de jouer son rôle jusqu'au début du XVIe siècle, date à laquelle il tomba en ruines sous les coups des Portugais qui envahirent la ville. Le cheikh n'a laissé qu'une œuvre. Elle est très peu connue. Elle reflète exactement ses idées et ses tendances spirituelles. Il s'agit de la Bidâyat al-Murid où il traite du Tassawuf et de certains hommes illustres comme son maître Abû Madyan. On peut ranger cet ouvrage parmi les œuvres biographiques qui furent composées en matière d'hagiographie par les Marocains dès le début du XIIIe siècle. Ce détail semble avoir échappé au savant Évariste Lévi-Provençal, qui a consacré une partie essentielle de sa thèse aux biographes de ce siècle.